# جواو كارلوس مارينيو
جواو كارلوس مارينيو (بالإنجليزية: João Carlos Marinho)‏ (25 سبتمبر 1935 - 17 مارس 2019)؛ كاتِب مُتخصِّص في أدب الأطفال، شاعر، محامي وروائي برازيلي.